# Bryum elegantulum
Bryum elegantulum là một loài rêu trong họ Bryaceae. Loài này được Lorentz mô tả khoa học đầu tiên năm 1864.